# 井上智之
井上 智之（いのうえ ともゆき、1965年11月8日 - ）は、日本の男性俳優、声優。大阪府出身。

## 来歴
日本大学豊山高等学校卒業。文学座研究所（24期生）、青年座研究所（10期生）を経て、1986年4月1日に劇団青年座所属。

## 人物
資格は普通自動車免許。特技はサーフィン、野球、サッカー、バレーボール　、バスケットボール、陸上。

## 出演

### テレビドラマ
- 愛・命 〜新宿歌舞伎町駆け込み寺〜
- 浅見光彦ミステリー8 琵琶湖周航殺人歌
- おばはん刑事!流石姫子
- 温泉へ行こう3
- 篝警部補の事件簿
- 風の少年〜尾崎豊 永遠の伝説〜
- 金田一耕助VS明智小五郎
- 銀狼怪奇ファイル
- 警視庁心理捜査官・明日香
- 外科医 須磨久善
- 結婚しないかもしれない症候群
- 広域警察7（2016年） - 上村康介
- 新・半七捕物帳 第16話「冬の金魚」（1997年、NHK総合） - 長次郎
- ショムニ
- はぐれ刑事純情派（1999年） - 田中正則
- 大河ドラマ
  - 翔ぶが如く - 佐藤三二
  - 信長 KING OF ZIPANGU - 若い僧
  - 花の乱 - 弥次郎
  - 武蔵 MUSASHI
- 地方記者・立花陽介
- 西田敏行の泣いてたまるか（1986年）
- ほんとにあった怖い話 「幻燈の下で」（2004年） - 小林慎一
- パートタイム裁判官
- 白線流し
- 人恋橋・幽霊殺し
- 僕の大事なコレクション
- 牟田刑事官事件ファイル
- 我が子よIV
- わが町
- 私は代行屋!4 事件推理請負人 - 高村裕司
- 広域警察9（2017年） - 山上刑事
- 嫌われ監察官 音無一六 season1 第2話（2022年5月13日、テレビ東京）
- オクトー 〜感情捜査官 心野朱梨〜 第1話（2022年7月7日、読売テレビ・日本テレビ系）[5]
- 刑事7人 SEASON9 第6話（2023年7月12日、テレビ朝日） - 富峰正紀
- 能面検事 第3話（2025年7月25日、テレビ東京） - 居酒屋店長・三谷 役[6]

### 映画
- 郡上一揆
- ゴジラ2000 ミレニアム（1999年） - 潜水艇「しんかい6500」のクルー[4]
- 母べえ
- 陽はまた昇る
- まあだだよ

### 舞台
- あれは美しい夢だった
- 殺陣師段平 - 医師・坂田
- 花あかり
- 夫婦レコード - 島本健一郎
- 深川安楽亭
- MOTHER
- みごとな女・わが家
- 明治の柩
- モロッコの甘く危険な香り
- 夢・桃中軒牛右衛門の - 猫右衛門

### 特撮
- ビーファイターカブト（1996年） - 城戸先生
- ウルトラシリーズ
  - ウルトラマンネクサス（2004年） - 警官
  - ウルトラマンマックス（2005年） - 作業員
- 仮面ライダーシリーズ
  - 仮面ライダードライブ（2014年） - 警察官
  - ドライブサーガ 仮面ライダーマッハ/仮面ライダーハート（2016年）

### テレビアニメ
- 名探偵コナン（1996年 - 2005年、木村達也、垂見篤史、小杉大助）
- 手塚治虫の旧約聖書物語（1997年、王子）

### OVA
- 銀河英雄伝説外伝 叛乱者（2000年、ロルフ・ザイデル）

### 吹き替え

#### 映画
- 最'狂'絶叫計画（ジョージ〈サイモン・レックス〉）

#### ドラマ
- ER緊急救命室
  - シーズンXII #1（コリンズ〈ジョン・フーゲナッカー〉）
  - シーズンXV #17（スタン・グリスワルド〈コバーン・ゴス〉）
- 名探偵モンク2 #11

### CM
- NTTドコモ
- NTT西日本
- 大東建託
- スタッフサービス

### テレビ番組
- 大マジカル頭脳パワー!!スペシャル「マジカルミステリー劇場」（1991年）